# 古滕布鲁恩
古滕布鲁恩是奥地利下奥地利州茨韦特尔县的一个市镇。总面积27.4平方公里，总人口589人，人口密度21.5人/平方公里（2005年）。